# شاه عالم
شاه‌عالم یکی از شهرهای بزرگ کشور مالزی است و در غرب پایتخت کشور کوالالامپور قرار دارد. جمعیت آن ۱۲۰۰۰۰ نفر است.
این شهر پایتخت ایالت سلانگور مالزی است.